# مارك إغان
مارك إغان (بالإنجليزية: Mark Egan)‏ هو عازف جاز أمريكي، ولد في 14 يناير 1951 في بروكتون في الولايات المتحدة.

## وصلات خارجية
- مارك إغان على موقع ميوزك برينز (الإنجليزية)
- مارك إغان على موقع أول ميوزيك (الإنجليزية)
- مارك إغان على موقع ديسكوغز (الإنجليزية)